# Psilosticha absorpta
Psilosticha absorpta är en fjärilsart som beskrevs av Walker 1860. Psilosticha absorpta ingår i släktet Psilosticha och familjen mätare. Inga underarter finns listade.